# فنون تزيين الكتب
فنون تزيين الكتب هي الفنون التي ضمّت التذهيب وتصوير المخطوطات، وقد كانت شائعة في العالم الإسلامي منذ قرون سابقة، لكنها اكتسبت وتيرة أسرع بعد الغزو المغولي لإيران وخورازم. تُظهر النماذج المتبقية من تلك الفترة أن فن تزيين الكتب كان يجمع بين عدة فنون، منها الخط، والتذهيب، والتصوير (المنمنمات)، وتجليد الكتب. وليس من المستبعد أن تكون هذه الفنون قد وُجدت بصورة مركبة في العصور السابقة، غير أن نماذجها لم تصل إلينا.
تشير الآثار المتبقية إلى أن كتبًا ذات قطع كبير وزخارف تصويرية غنية بدأت تظهر في أوائل القرن الثامن الهجري / الرابع عشر الميلادي، وكانت تقدم وصفًا بصريًا للمجتمع آنذاك. وقد عُرفت بعض تفاصيل هذا الفن، إلا أن المعلومات الكاملة عنه، لا سيما من حيث الأساليب العملية والإنتاجية، لم تكتمل إلا في القرنين التاسع والعاشر الهجري / الخامس عشر والسادس عشر الميلادي.